# Peggy Zlotkowski
Peggy Zlotkowski, née le 31 mars 1972, est une reine de beauté française. 
Elle fut élue Miss Aquitaine 1988, puis Miss France 1989. Elle est la 59e Miss France.

## Enfance et études
Peggy Zlotkowski est originaire du Lot-et-Garonne et a des origines italienne[réf. souhaitée] et polonaises.
Son père est agent technique. Durant son enfance et adolescence, Peggy et sa famille voyagent en France et en Afrique. Elle passe une partie de son enfance au Zaïre mais aussi à Monflanquin.[réf. souhaitée]
Elle est tout d'abord 1re dauphine de Miss 4 Cantons. Ses camarades l'ont incitée à se présenter à l'élection.[réf. souhaitée] Elle est ensuite élue Miss Aquitaine 1988.
Elle est élève en Première B4 à la cité scolaire de Fumel en Lot-et-Garonne, et souhaite s'orienter vers un BTS Commerce International.[réf. souhaitée]

## Élection de Miss France
L'élection de Miss France 1989  se déroule le 28 décembre 1988 à Saint-Denis. Elle est présentée par Sacha Distel et retransmise en direct sur FR3. Elle porte, cette année-là, un nom spécifique : Avec Sacha Distel, élisez Miss France.
Peggy Zlotkowski, Miss Aquitaine 1988, est élue Miss France 1989. L’heureuse élue s'évanouit à l'annonce de son nom. Plusieurs personnes du public, stupéfaites, se lèvent alors pour comprendre l'incident. L'animateur Sacha Distel et les grooms venus lui apporter des fleurs aideront la nouvelle Miss France à se relever. Elle sera ramenée en coulisses pour retrouver ses esprits et changer de robe. Elle reviendra sur scène peu de temps après, vêtue d'une robe symbolisant le Bicentenaire de la Révolution française de 1989 créée pour l'occasion, et coiffée de la traditionnelle couronne de Miss France.
Peggy Zlotkowski a pour dauphines :
- Première dauphine : Dorothée Lambert, Miss Alsace
- Deuxième dauphine : Teumere Pater, Miss Tahiti
- Troisième dauphine : Pascale Meotti, Miss Franche-Comté, représentante de la France à Miss Univers 1989
- Quatrième dauphine : Corinne Luthringer, Miss Côte d'Azur

## Année de Miss France
Elle n'a pas pu représenter la France au concours Miss Univers 1989, le 23 mai 1989 à Cancún au Mexique car elle n'avait pas l'âge requis (elle avait à peine 17 ans et 2 mois). Sa troisième dauphine, Pascale Meotti l'a donc remplacée, elle ne sera pas classée.
Le 22 novembre 1989, Peggy a pu quand même représenter la France au concours Miss Monde 1989 à Hong Kong, elle finit dans le top 15 de l'élection.
Le 28 décembre 1989, elle remet sa couronne à une autre Miss Aquitaine, Gaëlle Voiry qui est élue Miss France 1990. Pour la quatrième fois, des Miss France de la même région se succèdent.

## L'après Miss France
En 1990, juste après son année de Miss France, Peggy revient au lycée. Elle suit sa scolarité au Lycée Montalembert Notre-Dame à Toulouse dans la Haute-Garonne.[réf. souhaitée]
Le 9 décembre 2000, Peggy est membre du jury de l'élection de Miss France 2001 à Monaco, présidée par Alain Delon et retransmise en direct sur TF1.
En 2011, elle épouse David Kassar, avec qui ils ont eu deux enfants et divorcé a l'amiable quelques années plus tard. Peggy a exercé les professions de déléguée médicale et visiteuse médicale. Elle est assistante de projet depuis 2012.[réf. souhaitée]
Peggy témoigne dans des émissions télévisées telles que Toute une histoire de Jean-Luc Delarue en 2011, C'est mon choix présentée par Évelyne Thomas, et sur la chaîne régionale TLT. Elle apparaît dans le documentaire Miss France, la soirée d'une vie diffusé sur TF1 après l'élection de Miss France 2012. Son témoignage est rediffusé dans le documentaire Il était une fois... Miss France diffusé sur TMC le 20 novembre 2013 puis dans Miss France, le rêve d'une vie sur TF1 le 19 décembre 2015 après l'élection de Miss France 2016.
Les images de son évanouissement lors de son sacre ont été maintes fois diffusées dans les bêtisiers, zappings et rétrospectives sérieuses de Miss France. Elles reviennent régulièrement à l'écran chaque année. 
Le 19 décembre 2020, elle est présente lors de l'élection de Miss France 2021, composé d'anciennes Miss France et présidé par Iris Mittenaere, Miss France et Miss Univers 2016. L'élection se déroule au Puy du Fou et est retransmise en direct sur TF1. 